# Теванян Вазген Арменович
Вазген Арменович Теванян (амх. Վազգեն Արմենի Թևանյան; нар. 27 жовтня 1999, Покр-Веді, марз Арарат) — вірменський борець вільного стилю, чемпіон Європи, володар Кубків світу, учасник Олімпійських ігор.

## Життєпис
В дитинстві Вазген хотів займатися боксом, але його старші друзі порадили йому піти на тренування з боротьби і через тиждень йому сподобався цей вид спорту.
У 2015 році став чемпіоном Європи серед кадетів. Наступного року на цих же змаганнях здобув срібну медаль. У 2018 став чемпіоном Європи серед юніорів і бронзовим призером чемпіоном світу серед юніорів. У 2019 став чемпіоном Європи серед молоді і дебютував на дорослому рівні на чемпіонатах Євпропи та світу, але виступив там не дуже вдало. У 2020 став володарем Кубку світу в індивідуальному заліку. У березні 2021 року переміг на Олімпійському кваліфікаційному турнірі, що відбувся в Будапешті, що дозволило йому вибороти ліцензію на участь в літніх Олімпійських іграх 2020 року в Токіо. На Олімпіаді поступився у першому ж поєдинку Гаджимураду Рашидову з Росії (0:6) і вибув з турніру.
Навчається у Вірменському державному інституті фізичної культури та спорту в Єревані.

## Спортивні результати на міжнародних змаганнях

### Виступи на Олімпіадах
| Змагання                    | Збірна   | Вагова категорія          | Місце |
| --------------------------- | -------- | ------------------------- | ----- |
| Літні Олімпійські ігри 2020 | Вірменія | вільна боротьба, до 65 кг | 14    |
| Літні Олімпійські ігри 2024 | Вірменія | вільна боротьба, до 65 кг | 7     |

### Виступи на Чемпіонатах світу
| Змагання                        | Збірна   | Вагова категорія          | Місце  |
| ------------------------------- | -------- | ------------------------- | ------ |
| Чемпіонат світу з боротьби 2019 | Вірменія | вільна боротьба, до 65 кг | 24     |
| Чемпіонат світу з боротьби 2021 | Вірменія | вільна боротьба, до 65 кг | 9      |
| Чемпіонат світу з боротьби 2022 | Вірменія | вільна боротьба, до 65 кг | 11     |
| Чемпіонат світу з боротьби 2023 | Вірменія | вільна боротьба, до 65 кг | Бронза |

### Виступи на Чемпіонатах Європи
| Змагання                         | Збірна   | Вагова категорія          | Місце  |
| -------------------------------- | -------- | ------------------------- | ------ |
| Чемпіонат Європи з боротьби 2019 | Вірменія | вільна боротьба, до 65 кг | 11     |
| Чемпіонат Європи з боротьби 2023 | Вірменія | вільна боротьба, до 65 кг | Золото |
| Чемпіонат Європи з боротьби 2024 | Вірменія | вільна боротьба, до 65 кг | 9      |
| Чемпіонат Європи з боротьби 2025 | Вірменія | вільна боротьба, до 65 кг | Бронза |

### Виступи на Кубках світу
| Змагання                    | Збірна   | Вагова категорія          | Місце  |
| --------------------------- | -------- | ------------------------- | ------ |
| Кубок світу з боротьби 2020 | Вірменія | вільна боротьба, до 65 кг | Золото |

### Виступи на інших змаганнях
| Змагання                                                       | Збірна   | Вагова категорія                 | Місце  |
| -------------------------------------------------------------- | -------- | -------------------------------- | ------ |
| Кубок Тахті 2019                                               | Вірменія | вільна боротьба, до 65 кг        | 6      |
| Інтерконтинентальний кубок з боротьби 2019                     | Вірменія | вільна боротьба, до 65 кг        | Бронза |
| Кубок Тахті 2020                                               | Вірменія | вільна боротьба, до 65 кг        | 8      |
| Кубок Тахті 2020                                               | Вірменія | греко-римська боротьба, до 65 кг | 8      |
| Олімпійський кваліфікаційний турнір з боротьби 2020 (Будапешт) | Вірменія | вільна боротьба, до 65 кг        | Золото |
| Турнір Ібрагіма Мустафи 2023                                   | Вірменія | вільна боротьба, до 65 кг        | Золото |
| Турнір Степана Саргісяна 2023                                  | Вірменія | вільна боротьба, до 65 кг        | Золото |
| Відкритий чемпіонат Загреба з боротьби 2024                    | Вірменія | вільна боротьба, до 65 кг        | Золото |
| Меморіал Імре Поляка та Яноша Варги 2024                       | Вірменія | вільна боротьба, до 70 кг        | Срібло |
| Турнір Мухамета Мало 2025                                      | Вірменія | вільна боротьба, до 70 кг        | Срібло |

### Виступи на змаганнях молодших вікових груп
| Змагання                                       | Збірна   | Вагова категорія          | Місце  |
| ---------------------------------------------- | -------- | ------------------------- | ------ |
| Чемпіонат Європи з боротьби серед кадетів 2014 | Вірменія | вільна боротьба, до 46 кг | 5      |
| Чемпіонат Європи з боротьби серед кадетів 2015 | Вірменія | вільна боротьба, до 54 кг | Золото |
| Чемпіонат світу з боротьби серед кадетів 2015  | Вірменія | вільна боротьба, до 54 кг | 23     |
| Чемпіонат Європи з боротьби серед кадетів 2016 | Вірменія | вільна боротьба, до 58 кг | Срібло |
| Чемпіонат світу з боротьби серед кадетів 2016  | Вірменія | вільна боротьба, до 58 кг | 7      |
| Чемпіонат Європи з боротьби серед юніорів 2018 | Вірменія | вільна боротьба, до 61 кг | Золото |
| Чемпіонат світу з боротьби серед юніорів 2018  | Вірменія | вільна боротьба, до 61 кг | Бронза |
| Чемпіонат світу з боротьби серед юніорів 2019  | Вірменія | вільна боротьба, до 65 кг | 5      |
| Чемпіонат Європи з боротьби серед молоді 2019  | Вірменія | вільна боротьба, до 65 кг | Золото |
| Чемпіонат світу з боротьби серед молоді 2019   | Вірменія | вільна боротьба, до 65 кг | 18     |
| Чемпіонат світу з боротьби серед молоді 2021   | Вірменія | вільна боротьба, до 70 кг | Срібло |
| Чемпіонат світу з боротьби серед молоді 2022   | Вірменія | вільна боротьба, до 65 кг | Золото |